# Megachile rufovittata
Megachile rufovittata är en biart som beskrevs av Cockerell 1911. Megachile rufovittata ingår i släktet tapetserarbin, och familjen buksamlarbin. Inga underarter finns listade i Catalogue of Life.